# Namphase
Namphase ou Namphaise, ou encore Namphasy ou Naphaise. est un ermite ayant vécu dans l'actuel département du Lot vers l'an 800. Il est considéré comme un saint par les catholiques et les orthodoxes.

## Hagiographie
Namphase est un officier de Charlemagne. Après les nombreuses batailles auxquelles il participe, il rebâtit plusieurs monastères, dont celui de Marcilhac-sur-Célé, puis se retire dans un ermitage de la forêt du Quercy où il creuse de nombreux lacs à même le roc pour abreuver les troupeaux.
Il trouve la mort, tué par un taureau furieux et selon la légende, il lance le plus loin possible son marteau de mineur qui tombe à Caniac-du-Causse.
Les moines de l'Abbaye Saint-Pierre de Marcilhac-sur-Célé bâtissent une crypte sous l'église de Caniac-du-Causse pour héberger les reliques de Namphase, qui devient un lieu de pèlerinage très fréquenté au Moyen Âge par les personnes atteintes d'épilepsie.
Il est fêté par les catholiques et les orthodoxes le 12 novembre[réf. nécessaire] et localement le 16 novembre.

## Controverse
La première biographie de Namphase provient du Propre des saints du diocèse de Cahors écrit en 1659 sous la direction de l'évêque Alain de Solminihac. Toutefois, elle comporterait quelques erreurs historiques, comme celle qui lui attribue la restauration du monastère de Marcilhac-sur-Célé, construit seulement au IXe siècle.
Les ouvrages qui furent écrits ultérieurement, comme les Acta Sanctorum des Bénédictins en 1734 et les Vies des saints des Petits Bollandistes de 1876 n'ont fait qu'ajouter les descriptions des vertus supposées du personnage, et placent sa vie aux environs de l'an 800 sans plus de précisions.
Guillaume Lacoste (1765-1844), historien du Quercy, a repris la légende du creusement des auges pour recueillir les eaux de pluie, et de l'oratoire où le saint serait mort des suites des blessures infligées par un taureau, précisant toutefois que : « La Vie de saint Namphaise, se trouve dans les anciens bréviaires de Cahors mais elle a été corrompue dans la suite par quelque écrivain des derniers siècles peu versé dans l’histoire».
Actuellement, dans le Propre du diocèse de Cahors, édition de 1952 il est uniquement mentionné :
« Saint Namphaise vécut d’abord à la cour de Charlemagne et se fit aimer de ce prince. Il vint prêcher l’Évangile dans notre pays, dota les abbayes de Figeac et de Marcilhac, bâtit un monastère à Lantouy près de Cajarc et mourut dans les environs de Caniac où l’on vénère ses reliques. On l’invoque spécialement contre le mal caduc »

## Vénération
Si Namphase était particulièrement vénéré sur le territoire de la paroisse de Caniac-du-Causse, il a aussi été le patron de plusieurs églises locales, et le patron secondaire d'autres paroisses.
Sur le causse de Gramat, des centaines de petits points d'eau, creusés dans la roche calcaire, portent le nom de lacs de Saint-Namphaise.
Des représentations iconographiques, statues, peintures, vitraux, se trouvent encore dans les églises locales, à Caniac-du-Causse (église Saint-Martin), Quissac (église Saint-Gilles), Cajarc (église Saint-Julien de Gaillac) ou dans la Cathédrale Saint-Étienne de Cahors.
Un long poème, de Sylvain Toulze, intitulé Centena de mon païs y fait référence :
... Mais vu qu'en ce pays le sol maigre fait

D'un été sans eau un hiver sans pain,

Creuse des lacs, ô bon Saint Namphase,

Car les bergerets toujours y mèneront

Boire bouvillons, agneaux et brebis,

Avant d'y dresser des traquets aux grives

Quand le vent d'est congèle les rameaux !

## Galerie

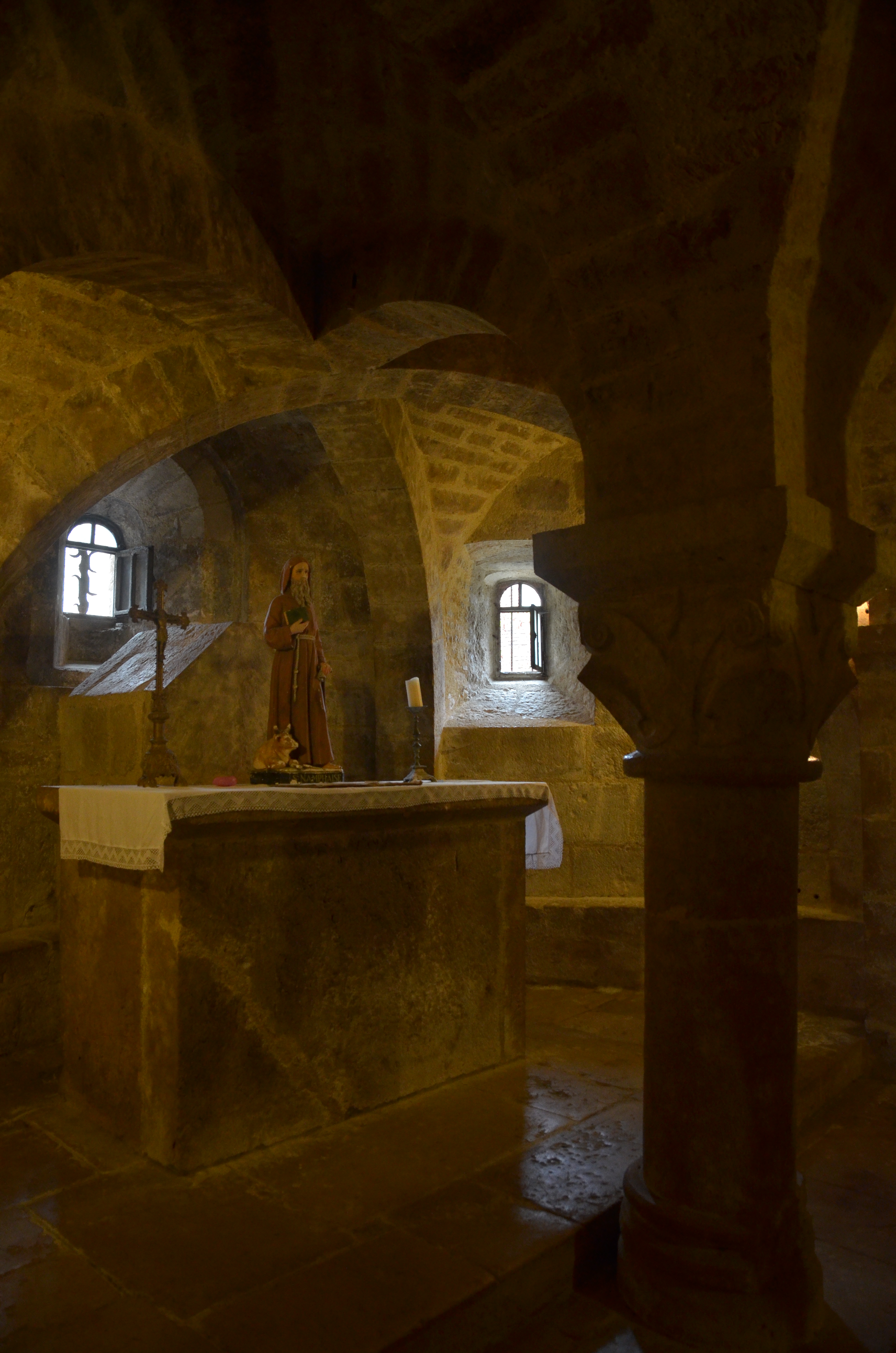
Crypte de l'église de Caniac-du-Causse
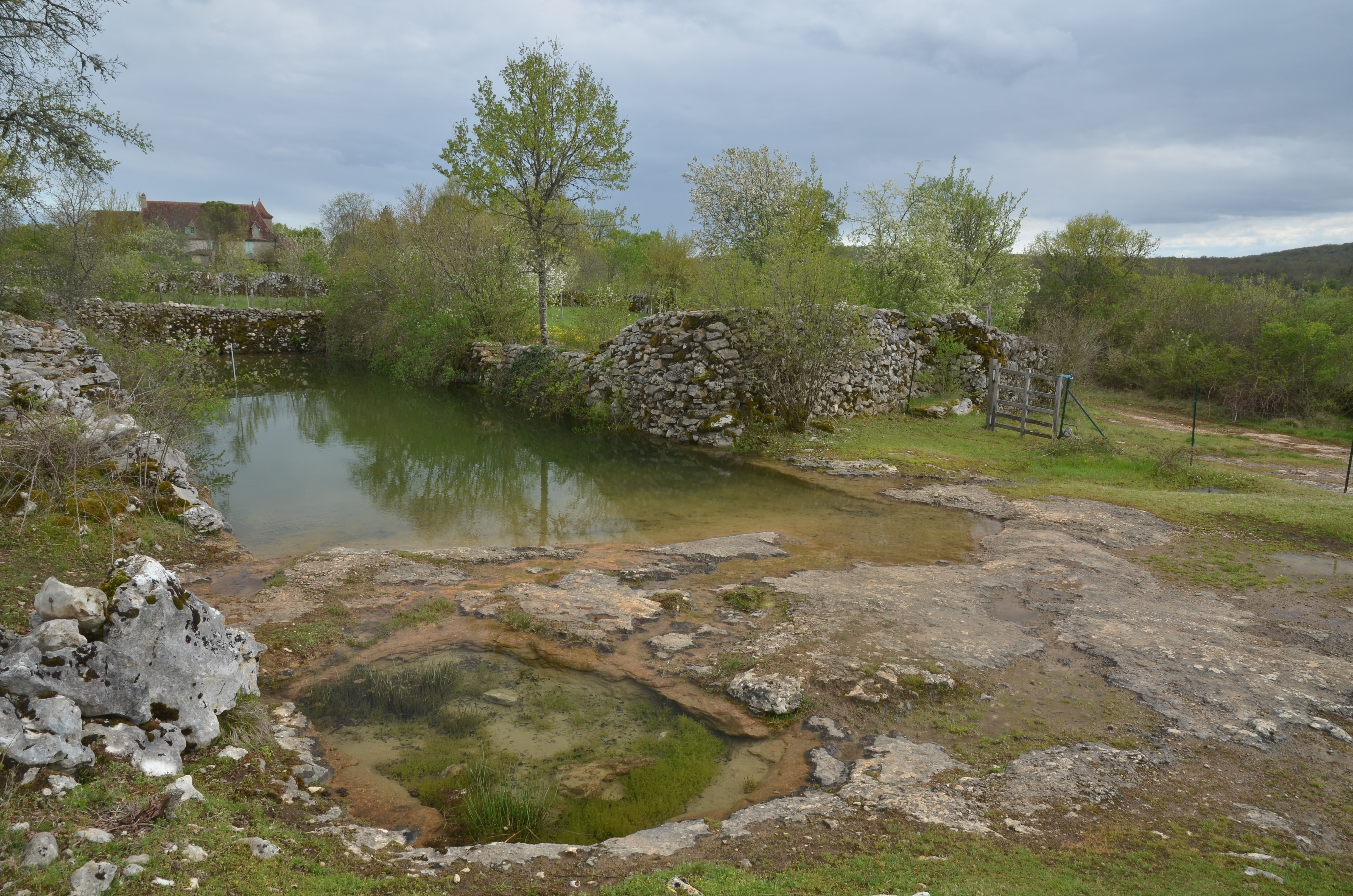
"Lac" attribué à Saint-Namphase à Clavel

## Sources
- Pierre Dalon, « Aspects de la piété populaire en Quercy: sources christianisées, saints guérisseurs, Vierges miraculeuses », dans Bulletin de la Société des études littéraires, scientifiques et artistiques du Lot, tome 104, 1983, p. 122, 131, 132, 168, 180 * Pierre Dalon, « L'iconographie des vitraux du XIXe siècle dans les églises du Lot », dans Bulletin de la Société des études littéraires, scientifiques et artistiques du Lot, tome 112, 1991, p. 221, 223, 226, 227, 235, 240 (lire en ligne)
- Pierre Dalon, « Saint Namphaise, légende et tradition », dans Bulletin de la Société des études littéraires, scientifiques et artistiques du Lot, tome 119, 1998, p. 159, 161, 163-164 (lire en ligne), Sortie du 6 août Caniac-du-Causse et la Braunhie, p. 232-233